# Mario Aerts
Mario Aerts (Herentals, 31 de desembre de 1974) és un exciclista belga, professional entre el 1996 i el 2011. La seva principal victòria és la  de Fletxa Valona de 2002. El 2007 va esdevenir el vint-i-cinquè ciclista, i primer belga, en finalitzar les tres grans voltes en una mateixa temporada. El 9 de juny de 2011 el diari La Libre va anunciar que es retiraria del ciclisme professional a la fi de la temporada.
El 2012 s'integrà en l'estructura de l'equip Lotto-Belisol com a director esportiu.

## Palmarès
- 1994
  - Vencedor d'una etapa del Tour de Valònia
- 1996
  - 1r al Gran Premi d'Isbergues
- 1997
  - 1r al Circuit Franco-belga
- 2001
  - 1r al Giro della Provincia di Lucca
- 2002
  - 1r a la Fletxa Valona

### Resultats al Tour de França
- 1999. 21è de la classificació general
- 2000. 28è de la classificació general
- 2001. 27è de la classificació general
- 2002. 50è de la classificació general
- 2003. 89è de la classificació general
- 2005. 112è de la classificació general
- 2006. 106è de la classificació general
- 2007. 70è de la classificació general
- 2008. 31è de la classificació general
- 2010. 33è de la classificació general

### Resultats a la Volta a Espanya
- 1998. 41è de la classificació general
- 2003. 51è de la classificació general
- 2005. 15è de la classificació general
- 2007. 28è de la classificació general

### Resultats al Giro d'Itàlia
- 2001. 63è de la classificació general
- 2007. 20è de la classificació general